# Burgkirchen an der Alz
Burgkirchen an der Alz (amtlich: Burgkirchen a.d.Alz) ist die größte Gemeinde im oberbayerischen Landkreis Altötting ohne Stadt- oder Marktrecht. Die gleichnamige Ortschaft ist der Hauptort und Sitz der Gemeindeverwaltung.

## Geographie

### Geographische Lage
Die Ortschaft liegt an der Alz, etwa neun Kilometer südlich von Altötting (am Mörnbach) und Neuötting (am Inn) beziehungsweise neun Kilometer westlich von Burghausen (an der Salzach). Die Gemeinde grenzt im Westen an Garching an der Alz; im Norden an Unterneukirchen und Kastl; im Osten an Emmerting, Mehring und Burghausen; im Süden an St. Radegund (BR, OÖ, A), Tittmoning (Landkreis Traunstein), Halsbach und Kirchweidach.

### Gemeindegliederung
Es gibt 149 Gemeindeteile:
- Achatz
- Achfeld
- Aich
- Aichelberg
- Aichlberg
- Aigen
- Aigner am Eschelberg
- Am Anger[3]
- Au
- Auberg
- Auwies
- Bachmaier
- Bachstadt
- Beiln
- Bergham
- Brandstätt
- Bremsstallmühle
- Briel
- Brodstrumm
- Bruck
- Buch
- Burgkirchen a.d.Alz
- Dorfen
- Eck
- Ecketsberg
- Edenlemoos
- Edhof
- Eglsee
- Engelsberg
- Enhof
- Enstraß
- Erber
- Esterer
- Feichta
- Flöcking
- Forsthof
- Friedl
- Fuchs
- Gassen
- Gasteig
- Gattern
- Gendorf
- Glöckl
- Glöcklhof
- Göpperl
- Grabenreith
- Grasberg
- Grassach
- Grasset
- Greinmühle
- Griesmühle
- Griesstätt
- Grund
- Gufflham
- Gunzing
- Gweng
- Haring
- Häuslmad
- Hecketstall
- Hermannbräu
- Hiebl
- Himmelreich
- Hinterberg
- Hirten
- Hochöster
- Höhlen
- Holzen
- Höresham
- Hundsberg
- Irlhaid
- Kagern
- Kasleiten
- Kasten
- Kastenlemoos
- Kiern
- Klenner
- Kobl
- Kobler am Bach
- Kollmann
- Kollmann am Bach
- Königshäusl
- Kothreit
- Kuglstadl
- Linner
- Lohner
- Lötschau
- Mad
- Magerl
- Maierhof
- Manglhard
- Margarethenberg
- Mark
- Mayer a.Eschelberg
- Oberberg
- Obermühl
- Oswald
- Ötz
- Peterhof
- Pfaffing
- Pirach
- Plattenberg
- Posch
- Quick
- Rehdorf
- Reichaich
- Reichhof
- Reichstraß
- Reit
- Renzl
- Riedl
- Riplschuster
- Schmidtner[4]
- Schneckenbichl
- Schönberg
- Schopperhaid
- Schralling
- Schreinerbauer
- Schwarzenhub am Eschelberg
- Seefelden
- Seißl
- Sensmühl
- Sepphaid
- Spielmann
- Stadler
- Staindl
- Steinach
- Steinberg
- Stockmann
- Stölzl
- Straß
- Streuhof
- Thal
- Thalhausen
- Trinkberg
- Unterberg
- Unterhadermark
- Urfahrn
- Vorbuch
- Vorbuchner
- Weberau
- Wechselberg
- Weitfeld
- Wieshaid
- Willhartsberg
- Wimm
- Wimpasing
- Wimpersing
- Wolfstall
- Zäunach

Im Jahr 2013 wurden die Gemeindeteile Buchhäusl, Hölzl und Niederau aufgehoben. Im Jahr 2020 wurde der Gemeindeteilname Brunnbauer auf Antrag der Gemeinde durch Bescheid des Landratsamtes vom 25. November 2020 aufgehoben.
Es gibt die Gemarkungen Altöttinger Forst, Burgkirchen an der Alz, Dorfen, Forstkastl, Gufflham, Neukirchen an der Alz und Raitenhaslach.

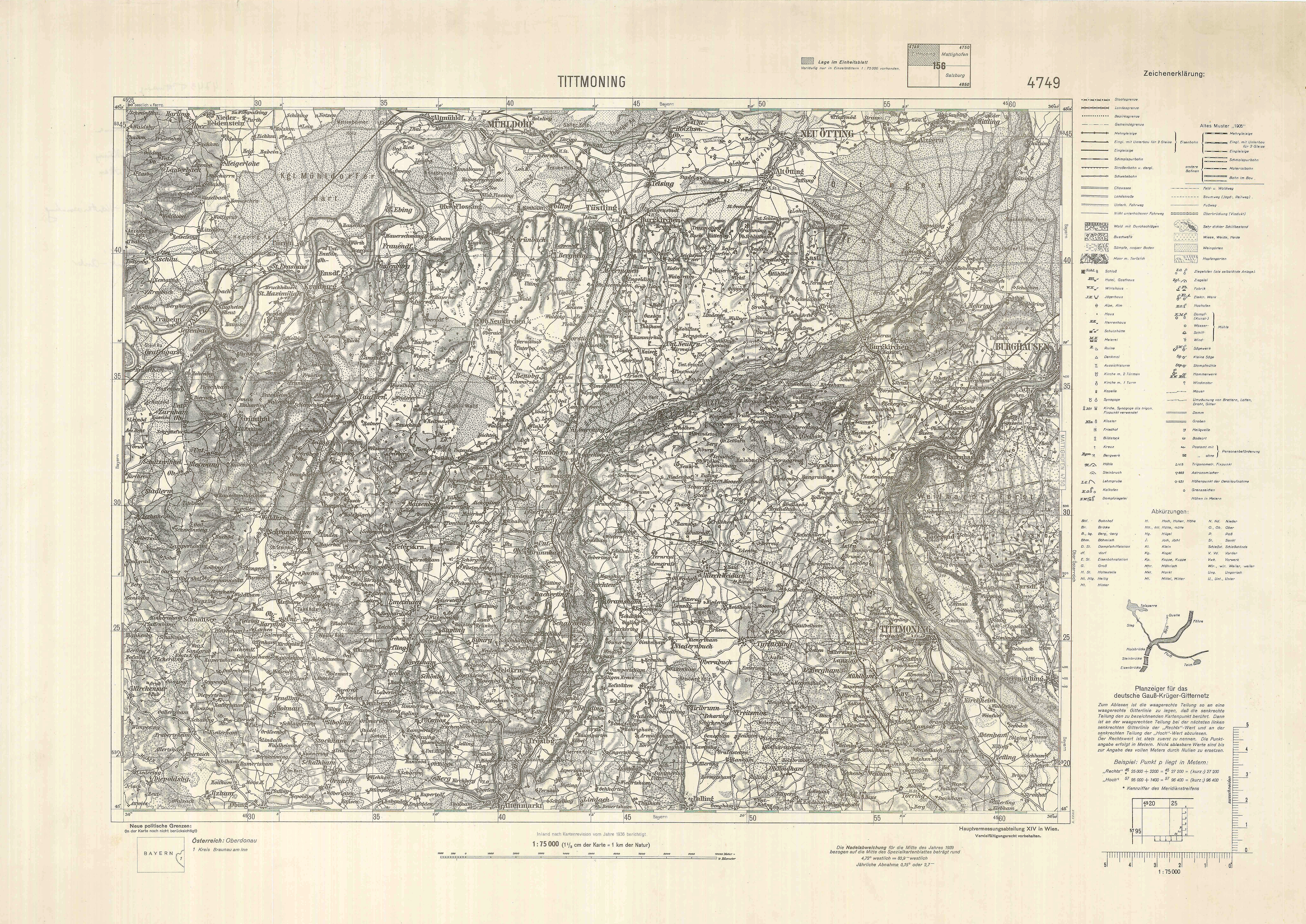
Burgkirchen (rechts) und Umgebung in den 1930er-Jahren (Aufnahmeblatt der 3. österreichischen Landesaufnahme)

## Geschichte

### Bis zur Gemeindegründung
Erstmals erwähnt wurde der Ort 790 als Pohkirch in einem Güterverzeichnis des Bistums Salzburg. Mit dem Gemeindeedikt von 1818 wurde Burgkirchen eine selbständige Gemeinde.

### 19. und 20. Jahrhundert
Im Jahre 1871 zählte die Gemeinde 291 Einwohner. Von 1916 bis 1922 wurde der Alzkanal gebaut. Im Jahre 1897 wurde Burgkirchen an die Bahnstrecke Mühldorf-Burghausen angeschlossen.
Das rein landwirtschaftlich geprägte 500-Seelen-Dorf erfuhr ab 1939 mit dem Bau des Chemischen Werkes Gendorf, das 1941 seine Produktion aufnahm, einen grundlegenden Strukturwandel.

### Eingemeindungen
Am 1. Januar 1969 wurden Bachstadt, Bremsstallmühle, Buchhäusl, Griesmühle, Himmelreich, Hinterberg, Höhlen, Hölzl, Holzen, Oberberg, Obermühl, Riedl, Schönberg, Sensmühl, Staindl, Unterberg, Weberau und Wimpersing aus der bis dahin selbstständigen Gemeinde Gufflham eingegliedert. Am 1. Januar 1970 kam die Gemeinde Dorfen hinzu. Am 1. Januar 1978 kamen Gebietsteile der aufgelösten Gemeinden Hirten, Raitenhaslach und Unterneukirchen sowie ein Teilgebiet der Gemeinde Kastl hinzu.

### Einwohnerentwicklung
Zwischen 1988 und 2018 wuchs die Gemeinde von 9533 auf 10.460 um 927 Einwohner bzw. um 9,7 %.

## Politik

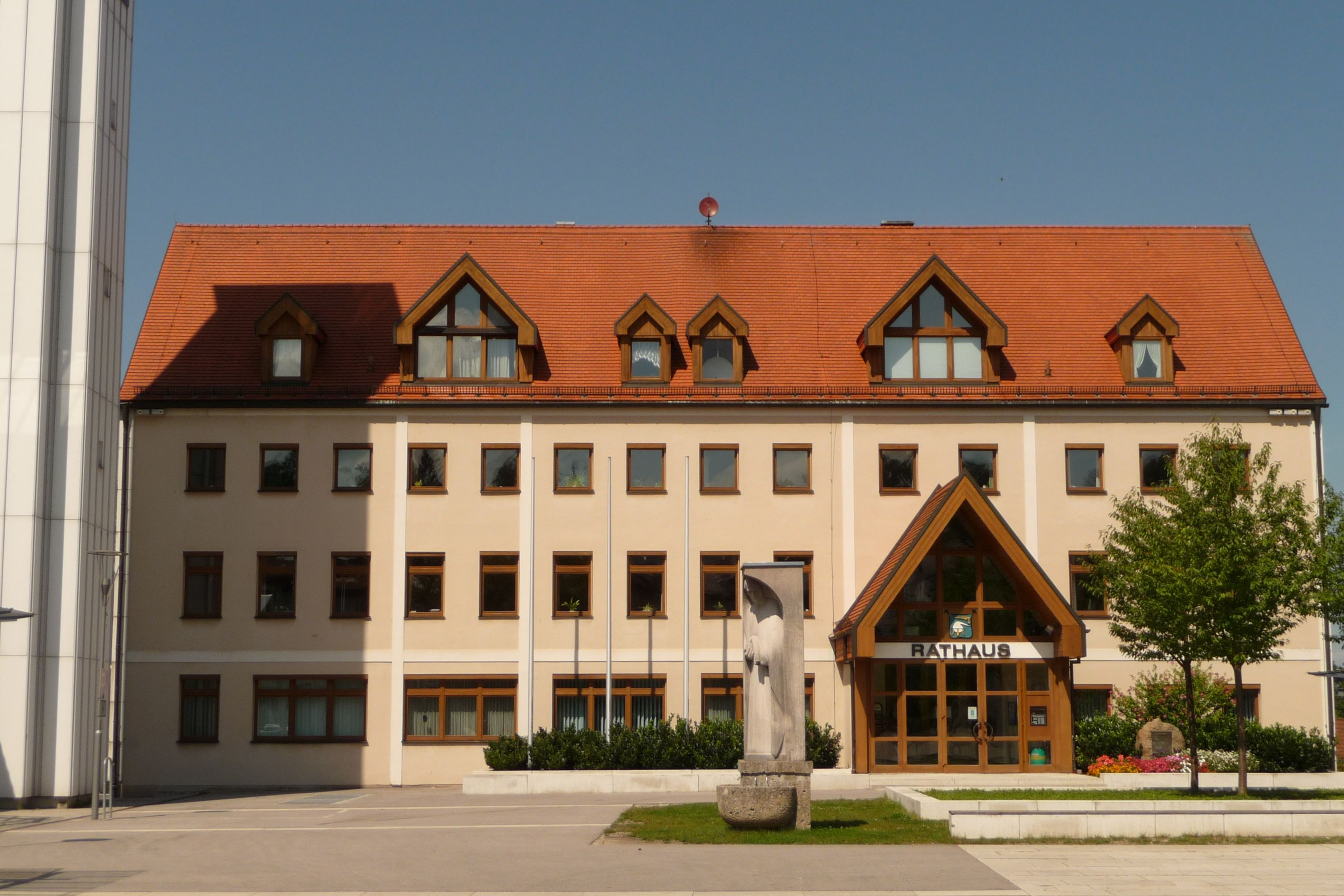
Das Rathaus von Burgkirchen

### Gemeinderat
Nach der Gemeinderatswahl am 16. März 2014 und der Gemeinderatswahl am 15. März 2020 ergab sich jeweils folgende Sitzverteilung im Gemeinderat:
| Parteien und Wählergemeinschaften | Parteien und Wählergemeinschaften           | % 2020 | Sitze 2020 | % 2014 | Sitze 2014 |
| FW                                | Freie Wähler                                | 44,1   | 10         | 26,5   | 10         |
| CSU                               | Christlich Soziale Union                    | 32,2   | 8          | 43,3   | 20         |
| Grüne                             | Bündnis 90/Die Grünen Bayern / ÖDP          | 12,9   | 3          | 6,6    | 5          |
| SPD                               | SPD Bayern / Unabhängige Bürger Burgkirchen | 10,7   | 3          | 23,5   | 19         |
| Gesamt                            | Gesamt                                      | 100    | 24         | 100    | 60         |
| Wahlbeteiligung                   | Wahlbeteiligung                             | 43,9 % | 43,9 %     | 42,2 % | 42,2 %     |

### Bürgermeister
Johann Krichenbauer (FREIE WÄHLER) ist seit 20. November 2012 Erster Bürgermeister. Dieser wurde ohne Gegenkandidat am 15. März 2020 mit 96,4 % der Stimmen wieder gewählt.

### Wappen
| Wappen von Burgkirchen an der Alz | Blasonierung: „In Blau eine silberne Retorte auf goldenem Dreibein, darüber waagrecht schwebend ein goldenes Sensenblatt.“ |
| Wappen von Burgkirchen an der Alz | Wappenbegründung: Im Wappen sind die bestehenden wirtschaftlichen Verhältnisse Burgkirchens verkörpert. Die Retorte wird in gleicher oder ähnlicher Form bisher von keiner anderen Gemeinde Bayerns geführt. Sie steht für die seit 1940 im Gemeindebereich aufgeblühte bedeutende chemische Industrie (Werk Gendorf), die einem Großteil der Einwohnerschaft und zahlreichen Einpendlern die wirtschaftliche Existenz sichert. Das Sensenblatt weist auf den früher ausschließlich landwirtschaftlichen Charakter hin. Noch heute gibt es hier rund 150 bäuerliche landwirtschaftliche Betriebe. Dieses Wappen wird seit 1956 geführt. |

### Partnerschaften und Freundschaften
Burgkirchen unterhält eine Partnerschaft mit
- Wingen-sur-Moder (Elsass, Frankreich), Kontakte seit 1972, Partnerschaftsvertrag seit 25. Juni 1977

Für die Aktivitäten zur Verbreitung des „Europäischen Gedankens“ wurden Burgkirchen und Wingen-sur-Moder im Jahr 2004 mit der „Ehrenfahne des Europarates“ ausgezeichnet. Die Ehrenfahne wurde in Burgkirchen am 16. Oktober 2004 und in Wingen-sur-Moder am 20. November 2004 offiziell überreicht.
Die Gemeinde unterhält weiterhin Freundschaften mit
- Kazincbarcika (Ungarn), Kontakte seit 1990, Freundschaftsvertrag seit dem 15. März 1998
- Sânnicolau Mare (dt. Groß-Sankt-Nikolaus; ungarisch Nagyszentmiklós) (Banat, Rumänien), Kontakte seit 1989, Freundschaftsvertrag seit dem 28. März 2004

Die formellen Freundschaftsverträge sind dem Partnerschaftsvertrag mit Wingen-sur-Moder gleichgestellt.

## Sehenswürdigkeiten

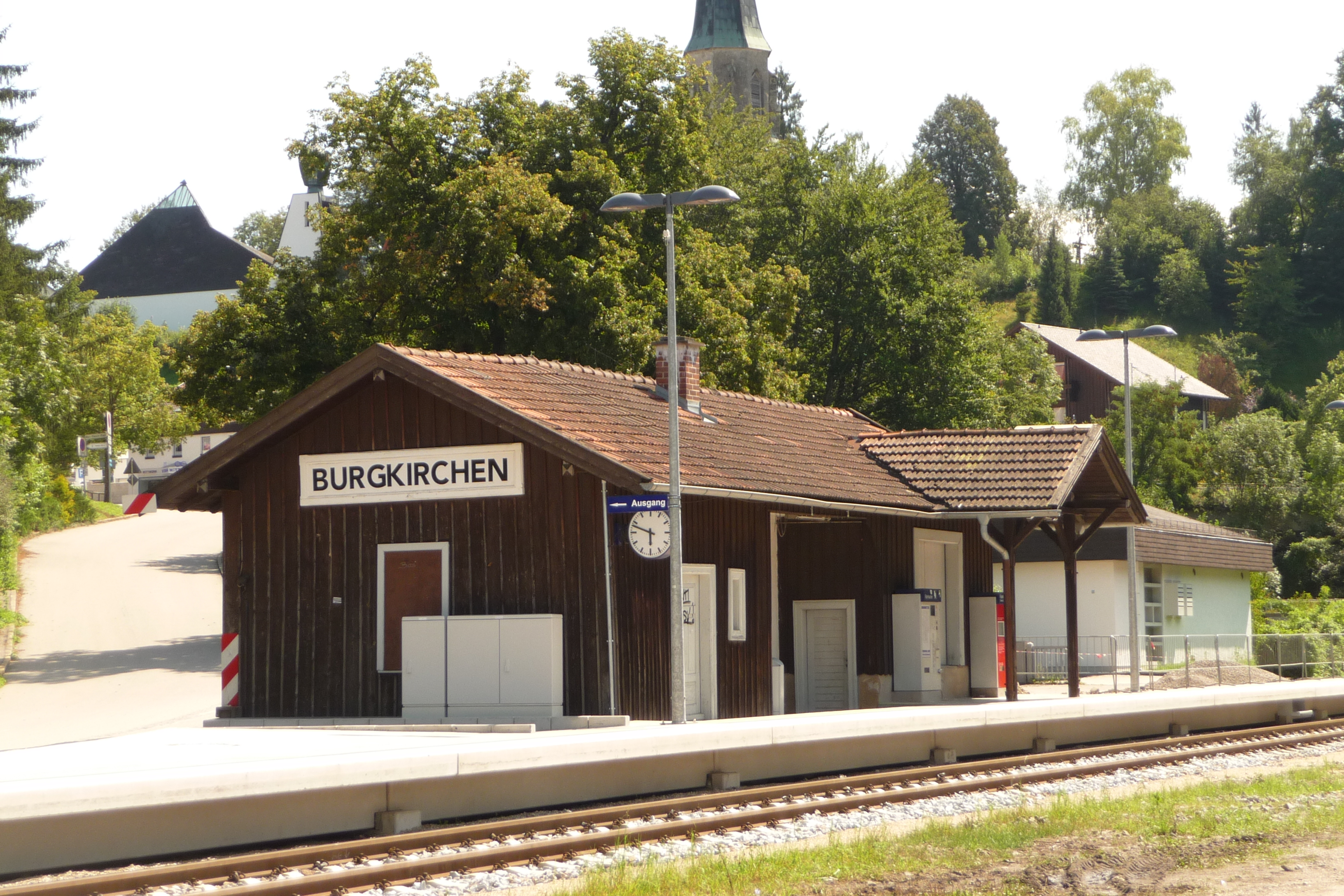
Der Bahnhaltepunkt Burgkirchen

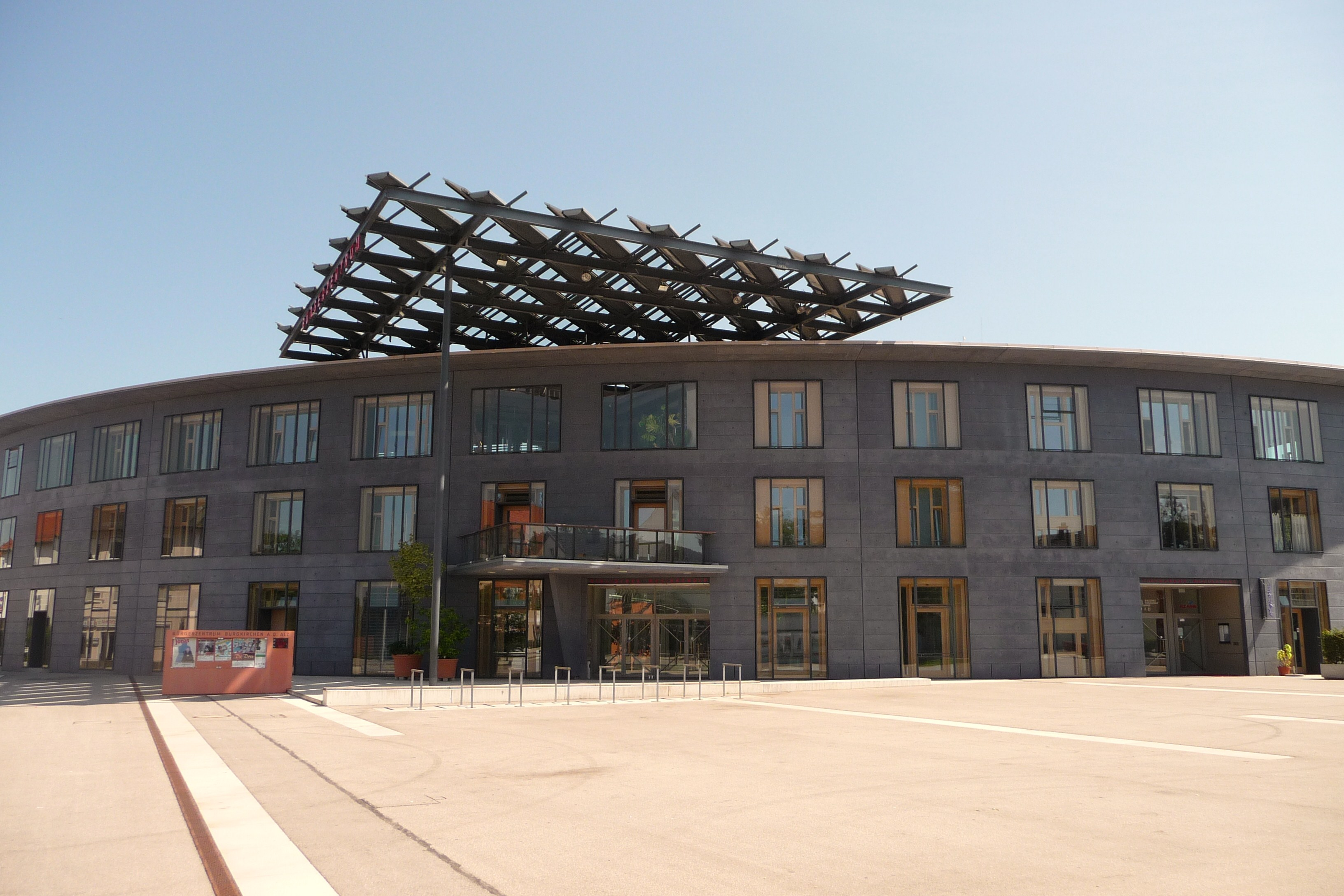
Das Bürgerzentrum

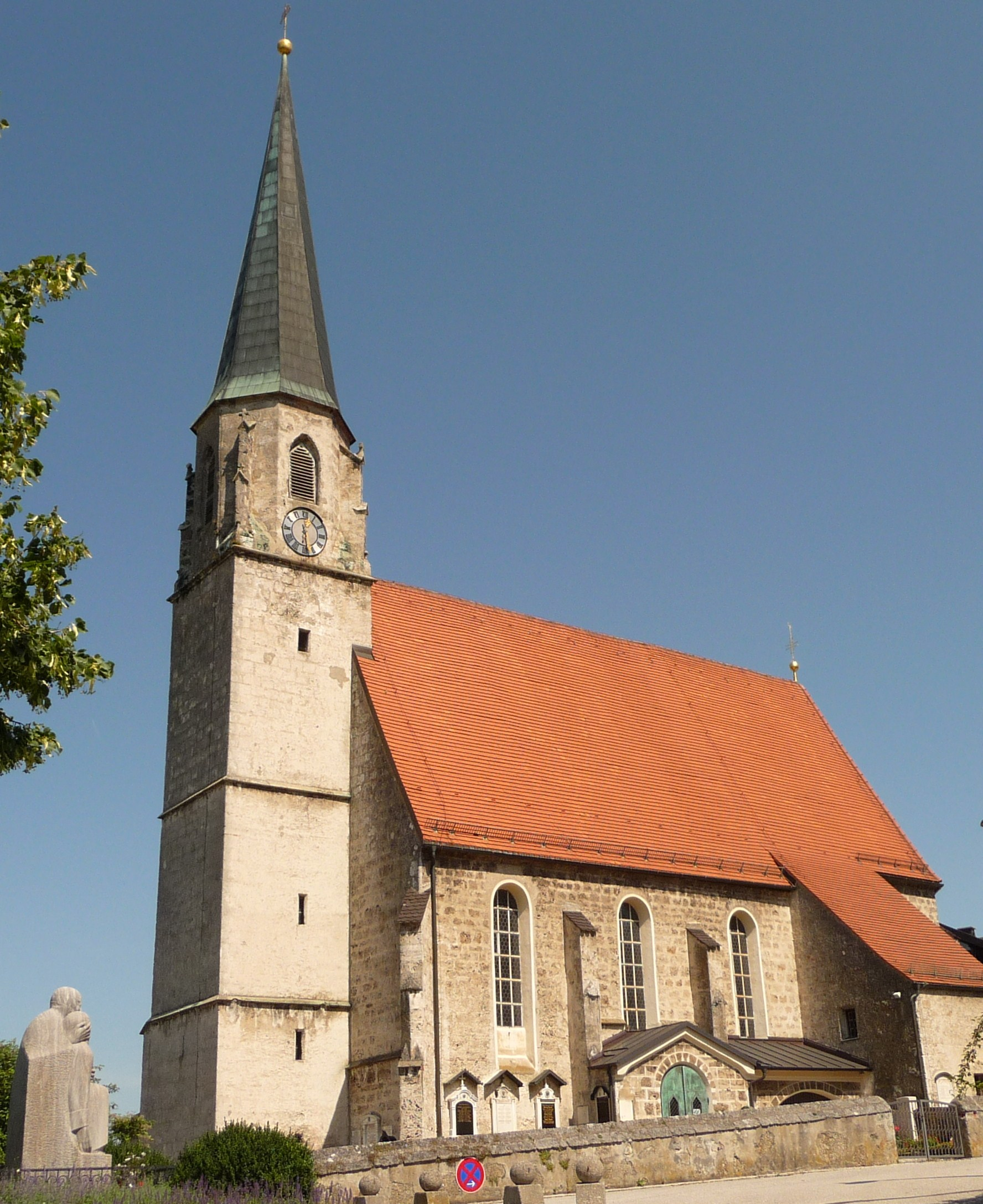
Die spätgotische Nebenkirche St. Johannes

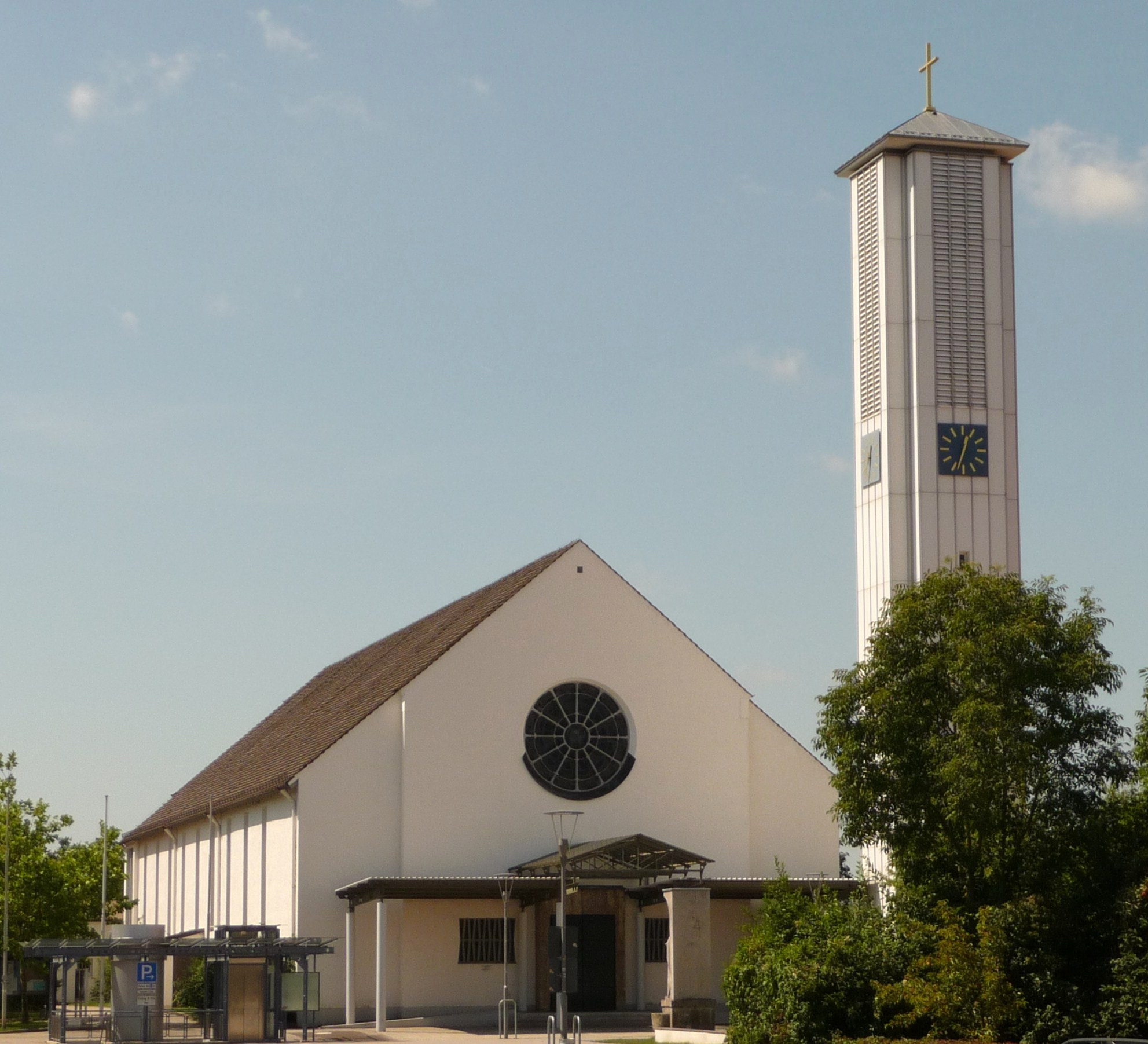
Katholische Pfarrkirche St. Pius X., 1956 erbaut

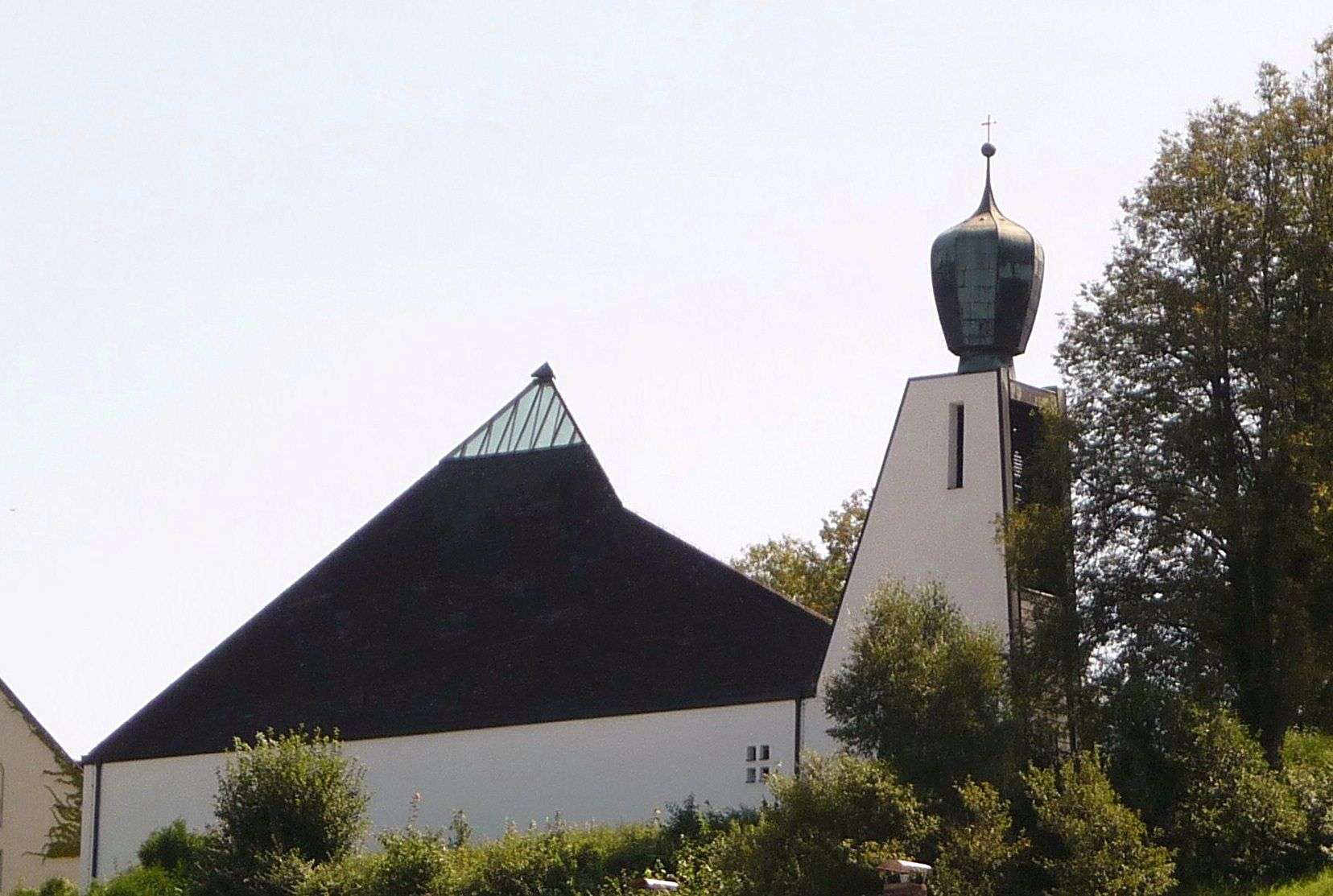
Die 1961 erbaute evangelische Dreifaltigkeitskirche

- Mini-Burgkirchen ist eine Spielstadt im Rahmen des Ferienprogramms der Gemeinde Burgkirchen an der Alz. Eine Woche lang, stets die erste Sommerferienwoche, sind ca. 130 Kinder im Alter zwischen 8 und 14 Jahren damit beschäftigt, die Welt der Großen spielerisch zu erleben. Es gibt Werkstätten (zum Beispiel Schreinerei, Gärtnerei, Bit Gendorf (seit 2023), Beauty Farm usw.), in denen die Kinder basteln und dabei Spielgeld, sogenannte Mini-Bukis, verdienen. Auch eine Bank, ein Postamt und eine Gemeinde mit Arbeitsamt und Einwohnermeldeamt sind vorhanden. Dabei werden die Kinder von ca. 30 ehrenamtlichen Betreuern  beaufsichtigt und unterhalten.
- Alte Katholische Pfarrkirche St. Johannes der Täufer. Die spätgotische alte Pfarrkirche wurde 1477 geweiht und 1763 von dem Trostberger Baumeister F. A. Mayr barockisiert. Die Ausstattung ist barock, die Fresken stammen von Martin Heigl. Der alte Friedhof mit dem Beinhaus liegt bei der Kirche.
- Katholische Pfarrkirche St. Pius X. Der moderne dreischiffige Längsbau mit offener Dachkonstruktion wurde 1956 von Architekt Anton Recknagel errichtet.
- Evangelische Dreifaltigkeitskirche. Sie wurde 1961 vom Münchener Architekten und Kirchenbaumeister Olaf Andreas Gulbransson (1916–1961) erbaut.
- Seit 2022 gibt es in Burgkirchen einen Pumptrack. Die derzeit größte Rollsportanlage in Bayern besteht aus einer Endlosschleife mit einer Fahrbahnlänge von 350 m sowie einem Kids Parcours mit einer Länge von 125 m. Vom Kleinkind bis ins hohe Alter, mit Skateboard, Scooter, Inliner, Laufräder und sogar mit dem Rollstuhl kann der Pumptrack genutzt werden. Die Nutzung ist kostenfrei und ohne Zeiteinschränkung möglich.
- Die gotische, im 18. Jahrhundert barockisierte Pfarrkirche Mariä Himmelfahrt und St. Margareta in Margarethenberg, auch „Dom des Alztals“ genannt, besitzt ein Hochaltarbild und Fresken von Johann Baptist Zimmermann.
- Der Planetenweg, ein verkleinertes Abbild des Sonnensystems. Die einzelnen Modelle sind in Größe und Abstand maßstabgetreu (1:1 Mrd.). Jeder Millimeter entspricht 1000 Kilometer im Weltall.
- Der Jugendtreff. Gegenüber von dem Alzstadion, Sv Gendorf Burgkirchen, steht der Jugendtreff, welcher von zwei gemeindeeigenen Jugendpflegern beaufsichtigt wird. Im Treff werden viele Veranstaltungen für die Jugend in Burgkirchen angeboten.
- Das Bürgerzentrum wurde im Mai 2005 eröffnet. Die Architekten waren Horst Biesterfeld und Manfred Brennecke. Mit dem großen Saal und Seminarräumen bietet es zahlreiche Veranstaltungsmöglichkeiten und beherbergt Musikschule, Bibliothek, Mutter-Kind-Gruppen und eine zur Gemeinde gehörige Gastronomie ("Das Habedere").
- Geotop Toteiskessel Dorfen; geowissenschaftlicher Wert bedeutend[12]

## Infrastruktur

### Medien
Radio ISW ging aus einer öffentlichen Gesellschaftsgründung hervor, an der sich jedermann beteiligen konnte. Das führte letztlich auch zum großen pluralen Kreis von rund 30 verschiedenen Gesellschaftern, die sich zur Inn-Salzach-Welle GmbH zusammenschlossen. Die Volkshochschulen Alt-Neuötting und Burghausen gehören dazu, ebenso das Kreisbildungswerk Rottal-Inn-Salzach und der Bezirksverband Oberbayern der Arbeiterwohlfahrt.
Der Sendestart erfolgte am 6. Juni 1988 vom Ort Burgkirchen an der Alz aus, zeitgleich mit Radio Mühldorf. Das auf optimale Bürgernähe ausgerichtete Konzept von Radio ISW setzte sich rasch durch: schon 1991 übernahm Radio ISW das Sendegebiet von Radio Mühldorf. 1993 eröffnete Radio ISW in Waldkraiburg im Haus der Vereine ein Regionalstudio. Ein weiterer Meilenstein 1998: der Umzug nach Burgkirchen-Gendorf in das eigene Funkhaus. Radio ISW ist eine Produktion der Hörfunk Burgkirchen-Mühldorf GmbH. Seit dem Sendestart ist Hans Hausner der Geschäftsführer.
Die Inn-Salzach-Welle GmbH produziert seit dem 1. Oktober 1986 lokale Fernsehprogramme und gehört damit zu den Pionieren des Privatfernsehens in Deutschland. Am Anfang standen monatliche Sendungen, bekannt unter der Bezeichnung Landkreiskamera und beschränkt auf die Region des Landkreises Altötting. Später erfolgte die Ausstrahlung zentral im Kabelfernsehen über ein eigenes Studio in Schnaitsee für die südostbayerischen Landkreise Altötting, Mühldorf, Traunstein und Rosenheim. Heute ist ISW-TV via Kabel, Astra-Satellit und verschiedene andere Möglichkeiten flächendeckend über RFO zu empfangen.

### Naherholung
Als „grüne Lunge“ wurde 1975 das Naherholungsgebiet Halsbachtal geschaffen. Es erstreckt sich zwischen der Ortsmitte und dem Ortsteil Holzen. Der Naturlehrpfad sowie ein großer Spielplatz sind hier eingebettet.

### Sportanlagen
- Eisstadion „Keltenhalle“ Burgkirchen (geschlossen)
- Alzstadion Burgkirchen
- Freibad Burgkirchen
- Skateplatz
- Pumptrack
- Tennisplatz
- Sportplatz Hirten mit Tennisanlagen

### Verkehr
Der Hauptort liegt etwa zehn Kilometer südlich der A 94/B 12 München–Passau an den Staatsstraßen St 2107 und St 2356. Die B 20 Straubing–Freilassing überquert das südliche Gemeindegebiet.
Burgkirchen liegt an der Bahnstrecke Tüßling–Burghausen. An den Stationen Gendorf und Burgkirchen halten stündlich Regionalbahnen der Südostbayernbahn.
Den Ortsverkehr von Holzen nach Gendorf mit Bussen bedient die Firma Brodschelm montags bis samstags mit der Linie 142 von Burghausen nach Altötting etwa alle zwei Stunden (nur montags bis freitags, kein Wochenendverkehr) sowie die Firma Omnibus Wengler mit einem Vormittagskurspaar. Regionale Busse der beiden Firmen verkehren montags bis freitags nach Tittmoning, Burghausen, Altötting, Neuötting, Mühldorf, Garching an der Alz und Emmerting.

### Wirtschaft
Der Gemeindeteil Gendorf ist eines der Zentren des Bayerischen Chemiedreiecks. Dort befindet sich ein großer Standort chemischer Betriebe. Dieser ist durch eine Ethylen-Pipeline mit Münchsmünster bei Ingolstadt und weiter über Ludwigshafen/Rhein und Köln mit Amsterdam verbunden.

### Müllheizkraftwerk Burgkirchen
Burgkirchen ist Standort des Müllheizkraftwerks Burgkirchen, in welchem der Zweckverband Abfallverwertung Südostbayern (ZAS) die Entsorgung des in den Landkreisen Mühldorf, Altötting, Rosenheim, Traunstein, Berchtesgadener Land, Rottal-Inn und Dingolfing-Landau anfallenden nicht verwertbaren Restmülls (Haus-, Sperr- und Gewerbemüll) vornimmt. Der Abfall wird verbrannt, die daraus gewonnene Energie wird in das öffentliche Stromnetz eingespeist.

## Persönlichkeiten
- Andreas Kurz (1894–1976), in Gufflham geborener Politiker und Abgeordneter des Bayerischen Landtags
- Franz Brandl (* 1944), Barmeister und Sachbuchautor
- Klaus Wolfermann (1946–2024), Olympiasieger im Speerwurf 1972; startete für den SV Gendorf
- Helmut Ortner (* 1950), Journalist, Medienentwickler und Publizist
- Ilja Schäfer (* 1987), Boxer und Kickboxer
- Kerstin Spielberger (* 1995), Eishockey-Nationalspielerin